# Heiner H. Hoier

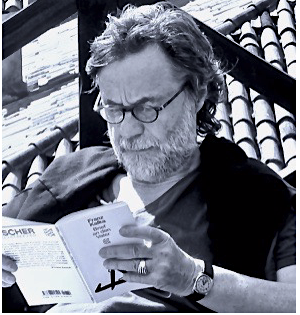
Heiner H. Hoier 2016 in Venedig

Heiner H. Hoier (* 1944 in Bremen) ist ein deutscher Zeichner, Maler, Autor und Hochschullehrer.

## Leben und Arbeit
Hoier studierte Grafik und Malerei an der Hochschule für Künste Bremen bei Felix Mueller, Jobst von Harsdorf, Karl Fred Dahmen und Winfred Gaul. In den 1960er Jahren war er Mitarbeiter der satirischen Zeitschrift Pardon in Frankfurt a.M., Hoier verstand sich aber nicht als Mitglied der sogenannten „Neuen Frankfurter Schule“. Als Zeichner veröffentlichte Hoier seine satirischen Arbeiten in Zeitungen und Zeitschriften (TransAtlantik, Tempo, Twen, Konkret, Natur, Die Zeit, Greenpeace Magazin, Gourmet, Geo, Warum etc.).
Anfang der 1970er Jahre veröffentlichte er seine Cartoons in animierter Form für die Sendung Musikladen von Radio Bremen (Regie Michael Leckebusch, Erfinder des Beat-Clubs).
Hoier steuerte weitere Animationen für bekannte Fernsehsendungen Sesamstraße (ARD), Kopfball (NDR), Kinder, Kinder (ZDF) und Fernsehspiele (z. B. Labiche „Pariser Geschichten“ und Kümo Henriette (NDR)) bei. Bei der 1978 in Hamburg neu gegründeten satirischen Zeitschrift Pardon (Konkret Verlag / Chefredakteur Henning Venske) wurde er ständiger Mitarbeiter. Seine Arbeiten wurden national und international ausgezeichnet. So erhielt Hoier die Goldmedaille des Art Directors Club für Deutschland für die Musikladen-Cartoons und die Grafik Design Auszeichnung für die TV-Film-Cartoons 1974. Die Fernsehsendung Kinder, Kinder erhielt den Grimme-Preis im Jahr 1978 in der Kategorie lobende Erwähnung, Hoier steuerte die zeichnerischen Titelanimationen zur Serie bei. Den Preis European Illustration von The fifth Annual, London, erhielt er für das Buch „Novembergrün“. In den 1980er Jahren wurde Hoier auf künstlerische Professuren an der Hochschule Niederrhein (1981–1983) und der Hochschule für angewandte Wissenschaften München (1983–2005) berufen.

## Publikationen
- Biblio Graphische Blätter. Verlag für moderne Kunst, Nürnberg 2010, ISBN 978-3-941185-61-6.
- Hast du was gesagt? Goldmann, München 1989, ISBN 978-3-89082-314-0.
- Das wirklich neue Testament. Getextet v. Detlef Michelers, Verlag Bel Esprit, Bremen 1971[5]
- Hast du was gesagt? Lappan, Oldenburg 1971, ISBN 978-3-89082-323-2.
- Love Story's. Verlag Schöngeist, Bremen 1971.
- Novembergrün. publico dissence 1976